# Société des Artistes Indépendants

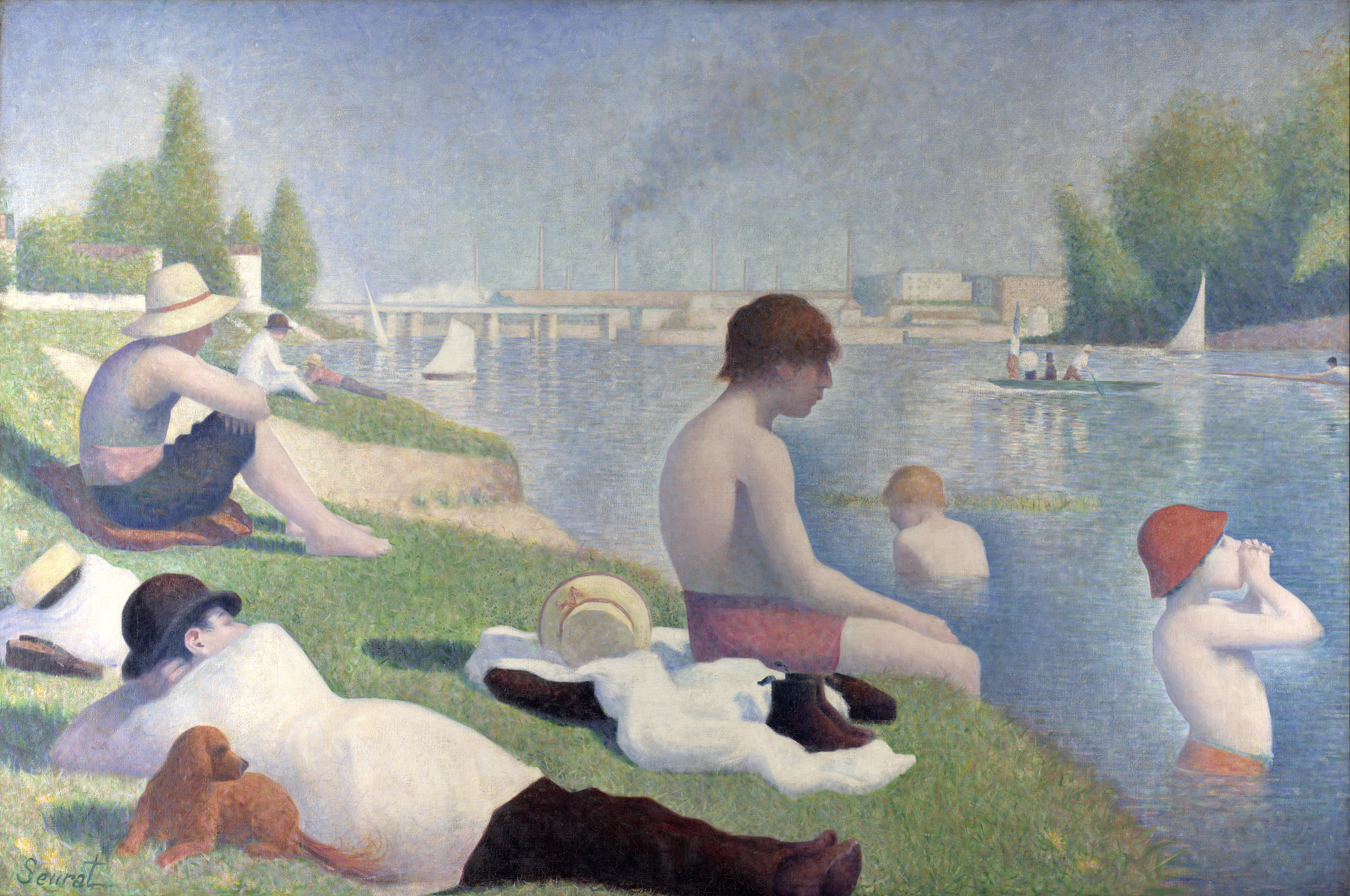
Un baño en Asnieres (1884), obra del pintor francés Georges Pierre Seurat, uno de los fundadores de la Sociedad de Artistas Independientes.

La Société des Artistes Indépendants (Sociedad de los Artistas Independientes) se formó en París en el verano de 1884 escogiendo el lema «Sin jurado ni premios» (Sans jury ni récompense). Albert Dubois-Pillet, Odilon Redon, Georges Seurat y Paul Signac estaban entre sus fundadores. Dos años más tarde, en 1886, los Artistes Indépendants montaron su segunda exposición, y desde entonces durante tres décadas sus exposiciones anuales establecieron las tendencias. Todas las tendencias artistas de principios del siglo XX se expusieron y discutieron ampliamente por vez primera en este Salón de los Independientes. La Primera Guerra Mundial trajo consigo un cruel paréntesis a su actividad, aunque los Artistes Indépendants permanecieron activos: Con sede en los bajos del Grand Palais desde 1920 (en la puerta de al lado de la Société des Artistes Français, la Société Nationale des Beaux-Arts, la Société du Salon d'Automne, y otras), su exposición anual 117.ª tuvo lugar en la primavera de 2007 en el Espace Champerret.

## Historia
Durante el Segundo Imperio, los artistas que no eran apoyados por la academia de pintura y de escultura oficial, a cargo de las exposiciones del Salón de París anual o sin el apoyo de políticos tenían pocas posibilidades de avanzar. De año en año, el número de artistas que trabajaban en París, el número de artistas que sometían obras al jurado del Salón y el número de obras rechazadas por el jurado se incrementaron, pero ni el Segundo Imperio ni la Tercera República encontraron una salida a esta situación.
Durante años, los artistas habían contado con el apoyo oficial. En 1884, finalmente, los artistas comenzaron a organizarse ellos mismos, y el Ministerio de Bellas Artes autorizó a un «Grupo de artistas independientes» a que organizaran una exposición, mientras que la Ciudad de París estuvo conforme en aportar locales para la presentación. Así que, desde el 15 de mayo hasta el 15 de julio, la primera exposición «libre» de arte contemporáneo mostró más de 5.000 obras de más de 400 artistas.
Aunque sostenido por Mesureur, vicepresidente del Ayuntamiento de París y gran maestre de la Gran Logia de Francia, por Frédéric Hattat, presidente de la comisión de Bellas Artes del mismo ayuntamiento, por Albert Dubois-Pillet, encargado de la Guardia Republicana, miembro del Gran Oriente de Francia, el comienzo de la Compañía, considerada como un nido de revolucionarios, fue difícil.

### Establecimiento
El 11 de junio de 1884, Maître Coursault, notario en Montmorency, oficialmente confirmó la creación de la Société. Según el artículo 1 de los estatutos de la organización,
...el propósito de la Société des Artistes Indépendants —basada en el principio de la abolición de un jurado de admisión— es permitir a los artistas presentar su obra al juicio público con completa libertad.

### «Groupe» y «Société»
Miembros del «Groupe» desafiaron esta fundación y tuvieron éxito al conseguir una exposición organizada «para las víctimas de la reciente epidemia de cólera», inaugurada el 1 de diciembre de 1884, por Lucien Boué, Presidente del Ayuntamiento de París. Pero financieramente el resultado fue una catástrofe. A pesar de ello, en la primavera de 1885, el «Groupe» organizó su siguiente exposición, esta vez con algún éxito.

### Años heroicos
Entre las obras expuestas estuvieron Un baño en Asnieres por Georges Seurat y El puente de Austerlitz de Paul Signac, y el arte de Henri-Edmond Cross, Odilon Redon, Albert Dubois-Pillet, Louis Valtat, Armand Guillaumin, y Charles Angrand. Pero al comienzo del siglo XX, todas las tendencias de la Escuela de París se sucederían una detrás de otra en el Salón de los Independientes: neoimpresionismo, fauvismo, cubismo.

### Presidentes del grupo
El primer presidente del grupo de los independientes fue Albert Guinard (1884-1889), seguido de Edmond-Eugène Valton (1889-1908), de Paul Signac (1909-1934), de Maximilien Luce (1935-1941), de Alexandre Urbain (1941-1951).

### Desde 1920
En 1920, la Société des Artistes Indépendants obtuvo el Grand Palais para las exposiciones del Salón de los independientes.
Después de la Segunda Guerra Mundial, el Salón de los Independientes se renovó con el grupo de artistas La Jeune Peinture: Dunoyer de Segonzac, Bernard Buffet, Jean Carzou, Maurice Boitel, Yves Brayer, Aristide Caillaud, Daniel du Janerand, entre otros.

## Expositores célebres
- Alexander Archipenko
- Maurice Boitel
- Maximilien Luce Presidente entre 1934 y 1941.
- Georges Braque
- Bernard Buffet
- Marc Chagall
- Giorgio de Chirico
- Aleksandra Ekster
- Alberto Giacometti
- René Iché
- Vasily Kandinsky
- Kazimir Malévich
- Henri Matisse
- Vadim Meller
- Joan Miró
- Amedeo Modigliani
- Piet Mondrian
- Edvard Munch
- Odilon Redon
- Henri Rousseau
- Paul Signac Presidente, entre 1909 y 1934.
- Alfred Sisley
- Léopold Survage
- Henri de Toulouse-Lautrec (1889)
- Vincent Van Gogh (1888, 1889, 1890 y retrospectiva en 1891)
- Salvador Dalí
- Diego Rivera